# STS-62
A STS-62 foi um voo espacial tripulado norte-americano, o décimo sétimo voo do ônibus espacial Columbia. Foi lançado do Centro Espacial John F. Kennedy na Flórida em 4 de março de 1994 e pousou no mesmo local duas semanas depois no dia 18.

## Tripulação
| Posição                  | Astronauta    |
| ------------------------ | ------------- |
| Comandante               | John Casper   |
| Piloto                   | Andrew Allen  |
| Especialista de missão 1 | Pierre Thuot  |
| Especialista de missão 2 | Charles Gemar |
| Especialista de missão 3 | Marsha Ivins  |

## Principais fatos

### Dia 1
O primeiro dia de voo consistiu de operações de ascendência e reconfiguração de órbita para suportar as operações orbitais, uma queima OMS-2 foi realizada para circularizar a órbita do Columbia, de modo que tivesse uma altitude máxima e mínima de 163 e 160 milhas náuticas (302 e 296 km), respectivamente, foram também realizadas a ativação do USMP-2, operações no PSE, ativação do APCG, operações no CPCG, checagem do RMS, operações do DEE e a ativação do CGBA. As portas do compartimento de carga foram abertas às 10:26 a.m. EDT.

### Dia 2
No segundo dia de voo, os astronautas realizaram turnos na cabine de exercícios físicos como uma medida para desacelarar o atrofiamento muscular. O piloto Andrew Allen e o especialista da missão Charles Gemar também permaneceram por algum tempo na Unidade de Pressão Corporal Inferior Negativa. Os especialistas da missão Pierre Thuot e Marsha Ivins iniciaram o Experimento Crescimento de Cristais de Proteína (PCGE) e o Experimento sobre os Sistemas Fisiológicos (PSE) enquanto os cientistas no Centro de Controle de Operações, em terra, controlavam outros 11 experimentos montados no compartimento de carga do Columbia. Os controladores da missão em Houston também investigaram um problema em um sensor de pressão dentro de um duto de combustível em uma das três Unidades de Alimentação Auxiliares (APU's) do Columbia. Pressões maiores que o normal haviam sido detectadas e foram estabilizadas após os engenheiros terem ligado os aquecedores da unidade. As APU's provêm potência hidráulica para operar o sistema de aterrissagem por teclas e apenas uma das três unidades é necessária para uma aterrissagem bem sucedida. Entretanto, as regras de voo levam a uma redução na missão quando uma das unidades é perdida.

### Dia 3
No terceiro dia de voo, em 3 de março de 1994, após uma manhã de estudos médicos, a tripulação passou a outra metade do dia se exercitando e continuando a estudar o comportamento de um modelo de propulsor de estação espacial funcionando sob ausência de peso. O piloto Andrew Allen e os especialistas da missão Marsha Ivins e Charles Gemar realizaram um turno cada um em uma bicicleta estacionária montada no compartimento mediano do Columbia. A bicicleta estacionária há muito tempo tem sido uma necessidade nos voos com ônibus espaciais para permitir a realização de exercícios que combatam os efeitos da ausência de peso nos músculos. A bicicleta a bordo do Columbia, entretanto, apresentou um novo sistema de montagem de molas para absorção de choques, que estava sendo avaliado com um método para reduzir as vibrações provenientes de exercícios físicos, as quais podem afetar experimentos sensíveis.
Além disso, Gemar configurou, no compartimento inferior, um modelo de estrutura semelhante a um andaime que pode vir a ser utilizado em uma futura estação espacial. O modelo, ligado a sensores sensíveis dentro do ônibus espacial, foi utilizado para determinar as características de tais estruturas em órbita. O modelo e suas reações foram estudados em uma série de configurações diferentes durante o dia.
As outras atividades da tripulação incluíram uma sessão fotográfica da luminosidade criada conforme a estrutura externa do ônibus espacial interagia com o oxigênio atômico e uma continuação do monitoramento dos experimentos sobre o crescimento de cristais de proteína na cabine.
Apesar de não serem muito visíveis aos membros da tripulação, exceto para os cientistas em terra acompanhando a missão, a grande variedade de experimentos no compartimento de carga do Columbia continuou suas investigações ao longo do dia. O segundo experimento Carga Norte-americana para Microgravidade (USMP-2) continuou a produzir uma série de dados para os cientistas em terra.
A equipe de cientistas do experimento Critical Fluid Light Scattering Experiment, ou ZENO, reportou que eles aguardavam localizar a temperatura crítica do xenônio a qualquer momento. O membros da equipe monitoraram cuidadosamente os gráficos gerados por computador, os quais indicavam que o experimento estava muito próximo da temperatura crítica, o objetivo de um processo de busca longo e metódico. Esta é uma busca mais precisa para a temperatura crítica após sua localização já ter sido determinada em uma faixa mais ampla. Uma vez que a temperatura for localizada, a equipe passaria cerca de 24 horas observando o fenômeno que eles haviam aguardado anos para presenciar. Eles estudariam as propriedades do xenônio em seu Ponto crítico, realizando medições ópticas sutis na região ao redor do mesmo. O "Ponto crítico" de um fluido ocorre em uma condição de temperatura e pressão na qual o fluido é simultaneamente um gás e um líquido. Compreendendo o comportamento da matéria no ponto crítico, os cientistas esperam obter um maior conhecimento a respeito de uma variedade de problemas físicos que vão da mudança de fase nos fluidos à composição e propriedades magnéticas dos sólidos.
O Sistema de Medição da Aceleração no Espaço (SAMS) continuou a realizar medições no ambiente de microgravidade do USMP-2 em apoio a outros quatro experimentos a bordo. A equipe do SAMS começou a enviar os resultados de sua coleta de dados durante várias atividades orbitais para os membros da equipe da STS-62. A tripulação estava interessada em saber como minimizar a influência deles no ambiente de microgravidade. As medições são realizadas no sistema em horários específicos nos quais as perturbações na microgravidade podem ser causadas por eventos como os exercícios da tripulação e o movimento da antena de banda Ku do ônibus espacial. Tais observações também coletam "assinaturas" que o time será capaz de identificar facilmente em dados futuros.
Um sistema relacionado, o Experimento de Pesquisa da Aceleração Orbital (OARE), é coordenado pelo Centro Espacial Johnson da NASA. Ele é útil em missões como a USMP-2, onde é importante caracterizar precisamente uma grande variedade de distúrbios no ambiente de microgravidade. Trabalhando proximamente do SAMS, o OARE armazena quaisquer atividades de baixa frequência tais como a fricção do ônibus espacial com a atmosfera superior. O SAMS é mais adequado para o armazenamento de atividades de frequência mais elevada, tais como as atividades de exercícios da tripulação. O instrumento OARE continua a processar dados para suportar os experimentos do USMP-2.
O Experimento para o Crescimento Dentrítico Isotérmico (IDGE) continuou a reunir dados para verificar as teorias a respeito do efeito do fluxo de fluidos controlado pela gravidade sobre solidificações dentríticas em materiais fundidos, quando a missão USMP-2 for concluída, a equipe do IDGE ira estudar centenas de fotos retiradas dos detritos desenvolvidos sob um ambiente de microgravidade. Um maior conhecimento sobre como os dentritos crescem pode fornecer auxílio para o desenvolvimento de melhores produtos metálicos e para o aumento da competitividade industrial.
Após o término da primeira fase de operações pré-programadas da última noite, o experimento dos dentritos havia entrado na segunda fase operações quando os membros da equipe começaram a enviar comandos para o experimento do comando em terra utilizando um conjunto de instrumentos batizado de "teleciência". Isto permitiu que eles obtivessem os dados com uma qualidade melhor durante a pesquisa.
O Forno de Solidificação Automático Avançado (AADSF) realizou estudos a respeito da solidificação de materiais semi-condutores sob um ambiente de microgravidade. Os dados enviados pelo experimento indicaram que a solidificação de um cristal de mercúrio cádmio telúrio estava ocorrendo, e a equipe de ciência do AADSF monitorou continuamente este processo lento e constante. A realização dos testes do AADSF sob microgravidade é necessária pois na superfície terrestre a gravidade faz com que os fluidos subam ou desçam na porção liquefeita, um fluido mais quente é em geral menos denso do que um fluido mais frio e irá subir na porção liquefeita. Estes movimentos de convecção do material fundido contribuem para variações na física da estrutura internar do cristal em desenvolvimento. Tais variações afetam as características gerais do cristal e, consequentemente, sua utilidade em dispositivos eletrônicos.
A equipe do MEPHISTO reportou que eles obtiveram bons dados com o seu forno de solidificação direcional. Neste momento, entretanto, o time se ocupava com um problema descoberto na noite de sábado com uma "medição de Seebeck" problemática. Este sinal eletrônico mede as mudanças na microestrutura de um metal em processo de solidificação, e é realizado em uma das três amostras experimentais do bismuto. Outras técnicas de medição serão utilizadas nas duas amostras restantes posteriormente na missão, ambas as amostras operam nominalmente. As medições obtidas a partir das três amostras forneceram aos cientistas dados sobre a natureza precisa da solidificação sob gravidade reduzida.
Os controladores de voo tiveram um domingo sossegado no controle da missão sem encontrarem problemas significativos abordo do ônibus espacial. Uma leitura de alta pressão que foi vista em uma das linhas de combustível de uma das três unidades de potência auxiliares anteriormente no voo havia desaparecido, e os controladores acreditavam que a APU operariam normalmente caso fosse necessário. Entretanto, eles continuaram a monitorar continuamente as leituras desta região. Todas as três APUs, as quais proveem energia para os sistemas hidráulicos, operaram normalmente durante o lançamento. Elas não são utilizadas novamente até o momento da aterrissagem. A tripulação iniciou seu período de sono de oito horas às 4:53 p.m..

### Dia 4 e 5
O quarto dia de voo teve início na segunda-feira, às 12:53 a.m. do dia 7 de Março de 1994. A tripulação começou o dia ouvindo algumas canções interpretadas pelo Coral da Academia Militar dos Estados Unidos. As músicas homenageavam todas as quatro divisões militares que eram representadas pela tripulação da STS-62. O comandante John Casper era um coronel da Força Aérea dos Estados Unidos, o piloto Andrew Allen era um major dos Marines, o especialista de missão Sam Gemar era um tenente-coronel do exército norte-americano, e o especialista de missão Pierre Thuot era um comandante da Marinha dos Estados Unidos.
Após encerrarem sua atividades pós-sono, a tripulação iniciou o trabalho com a carga do dia. Os astronautas realizaram verificações no experimento sobre crescimento de cristais de proteína e nos roedores localizados no compartimento mediano, como parte do Experimento de Sistemas Fisiológicos. Gemar deu continuação ao seu trabalho no Experimento de Dinâmica a Gravidade Zero no compartimento Mediano (MODE) . O MODE foi designado para estudar o comportamento fundamental, não-linear, e dependente da gravidade das estruturas em escala híbrida. A compreensão de tais estruturas possui um papel importante para os projetistas de grandes estruturas espaciais, tais como a Estação Espacial Internacional.
Casper conduziu uma apresentação especial a respeito do Sistema de Medição da Aceleração no Espaço (SAMS). Um item frequente nos voos espaciais, o SAMS utiliza sensores chamados acelerômetros para obter medições das vibrações e das acelerações a bordo. Tais distúrbios, apesar de pequenos, podem afetar os experimentos sensíveis de microgravidade. As medições do SAMS permitem que os cientistas ajustem os seus experimentos de modo a melhorar os resultados obtidos.
Os astronautas Andrew Allen e Charles Gemar passaram metade do dia descansando, sem operar os experimentos de microgravidade a bordo da STS-62. Devido à longa duração da missão, cada membro da tripulação iria passar por dois períodos de descanso de 12 horas durante a missão de 14 dias.
Os outros astronautas passaram a primeira metade do dia trabalhando no Experimento de Dinâmica a Gravidade Zero no compartimento Mediano (MODE), em um modelo de estrutura que poderia vir a ser utilizado em uma futura estação espacial. O modelo de estrutura, solto para que flutuasse livremente no compartimento mediano, foi analisado para se determinar o seu comportamento sob ausência de peso. Esta estrutura foi alvo de mais testes ao longo da missão.
Ao longo do dia, os experimentos com a Carga Norte-americana para Microgravidade 2, o Escritório de Aeronáutica e Tecnologia do Espaço 2, o instrumento de Reflexão Ultravioleta do Ônibus Espacial e os experimentos de Exposição de Materiais com Duração Limitada continuaram a operar, muitos destes sendo controlados por cientistas em terra. O instrumento SSBUV foi operado desde o primeiro dia do voo, e eram feitos planos pelos controladores em terra para tentar realizar neste dia a detecção de emissões de dióxido de enxofre dos vulcões na América Central. O objetivo das observações pelo SSBUV era investigar se tais emissões, reduzidas na atmosfera, são detectáveis em órbita. As medidas do SSBUV são em geral utilizadas para ajustar satélites que monitoram a camada de ozônio e outros gases na atmosfera terrestre. A tripulação iniciou seu período de descanso de oito horas após as 4:53 p.m. EST.
Durante as operações do USMP-2 no quarto dia de voo, a equipe do Experimento de Dispersão Crítica de Fluidos Leves, ou ZENO, comunicou ao longo da noite que eles haviam começado a observar um comportamento no fluido xenônio diferente de todos os comportamentos que eles já haviam observado na Terra. A equipe acreditava que neste momento o experimento poderia ter passado através do Ponto crítico do xenônio. Enquanto isto a equipe prosseguia com suas manipulações delicadas na temperatura, de modo a verificar o que eles haviam visto. Uma vez que a equipe tenha certeza de que localizou o ponto crítico, eles irão conduzir uma série de medições precisas na área ao redor do fluido utilizando a deflexão por laser. Quando o xenônio está muito próximo do seu ponto crítico, o ponto no qual ele é simultaneamente um líquido e um gás, parte da substância anteriormente transparente rapidamente para por uma iridiscência branca. Quanto mais perto do ponto crítico, maiores são as áreas clara e o período de existência das mesmas. Quando uma luz laser é passada através da amostra nesta áreas, as flutuações na densidade da amostra fazem com que a luz seja dispersada.
Os membros da equipe do forno MEPHISTO começaram a realizar uma série de estudos a respeito do solidificação dos metais e receberam dados para serem analisados. Na segunda-feira, a equipe obteve muito progresso, superando algumas dificuldades que eles haviam tido com uma das medições eletrônicas e completando com sucesso uma série de Seebeck. A medição de Seebeck é um sinal elétrico que mede as variações de temperatura durante o crescimento de cristais no limite onde os líquidos se tornam sólidos, a barreira da solidificação. O MEPHISTO foi utilizado para conduzir uma série de ciclos de fusão e solidificação em três amostras idênticas com formato de barra compostas de uma liga de bismuto. Durante estes processos, a temperatura, a velocidade e o formato da barreira de solidificação foram medidos, de modo a estudar o comportamento dos metais e dos semicondutores conforme eles se solidificam.
Os membros da equipe do Experimento de Crescimento Dentrítico Isotérmico (IDGE) disseram que eles estavam satisfeitos com a performance do aparato utilizado e com os dados obtidos durante o USMP-2. Enquanto o crescimento dos dentritos ocorria, duas câmeras de 35mm retiravam fotografias para análise pós-missão. Quando um ciclo de crescimento de um detrito era completado, a fina estrutura cristalina do mesmo era fundida novamente e ocorria outro crescimento a uma temperatura diferente. Os dentritos cresceram em 20 níveis distintos de super-resfriamento, atingindo até cerca de 1,3 °C. Super-resfriamento é o termo utilizado para descrever a condição na qual um líquido é lentamente resfriado até uma temperatura abaixo de seu ponto de solidificação mas, devido à sua pureza, não se solidifica. O nível de super-resfriamento se refere à diferença entre a temperatura do líquido e seu ponto de solidificação normal. O IDGE é um experimento fundamental para a ciência dos materiais, realizado no ambiente de microgravidade do espaço para aumentar o conhecimento dos processos de solidificação. Este conhecimento pode vir a ser útil no aprimoramento da produção industrial de uma grande variedade de metais utilizados em aplicações que vão desde folhas de alumínio até os motores a jato.
O Forno Avançado de Solidificação Direcional Automático (AADSF) continuou o operar sem problemas, realizando o crescimento de um cristal com formato de cilindro de mercúrio cádmio telúrio, um material exótico utilizado como detector de radiação infravermelha. O AADSF prove aos cientistas um aparato único para o teste de teorias a respeito do crescimento de cristais semicondutores sem os efeitos e as limitações geradas pela gravidade terrestre. As informações obtidas através do crescimento de cristais de um material semicondutor sob microgravidade podem ser utilizadas para estudar os processos físicos e químicos de muitos materiais e sistemas. Uma maior compreensão nestas áreas pode auxiliar os pesquisadores na descoberta de processos e materiais com performance melhor e um custo de produção menor.
A tripulação foi acordada às 11:53 p.m. para o início das atividades do quinto dia. As cargas no compartimento mediano obtiveram um papel central na missão conforme a tripulação da STS-62 trabalhava na segunda tarde do quinto dia em órbita. O piloto Andrew M. Allen (1 h 45 min) e a especialista da missão Sam Gemar (1 h 45 min) passaram por turnos na Unidade de Pressão Corportal Inferior Negativa. O dispositivo, semelhante a uma sacola, possui uma vedação na cintura de modo que a pressão ao redor da parte inferior do corpo pode ser reduzida gradualmente. A pressão reduzida abaixa os fluidos através das pernas e do torso inferior, de maneira similar ao estado normal no corpo na superfície terrestre. O protocolo LBNP está sendo testado como uma contramedida para a condição de "intolerância ortoestática", na qual uma pessoal se sente fraca ao ficar em pé. Alguns astronautas passam por tais condições após as aterrissagens dos ônibus espaciais. Neste dia, Allen e Gemar realizaram um teste de 45 minutos na rampa, porém devido a ordens dos controladores em terra, eles terminaram o teste 40 segundos mais cedo.
Com estas atividades completas, a tripulação voltou sua atenção para as cargas secundárias. Os astronautas verificaram os experimentos de crescimento de cristais de proteínas, os experimentos do Aparato Comercial de Bioprocessamento Genérico e os roedores que estava a bordo como parte do Experimento do Sistemas Fisiológicos. Eles também continuaram as atividades do Experimento de Dinâmica a Gravidade Zero no compartimento Mediano.
No quinto dia de voo, que teve inicio em 8 de Março de 1994, a tripulação do Columbia deu continuação ao seu regime diário de fotografias e monitoramento do progresso do crescimento dos cristais e dos experimentos de bioprocessamento abordo do ônibus espacial.
Enquanto isso os pesquisadores em terra operavam os experimentos no compartimento de carga do Columbia remotamente, prosseguindo as observações. Os cientistas trabalhando no instrumento Space Shuttle Backscatter Ultraviolet continuaram a realizar medições das camadas da atmosfera terrestre e armazenaram os dados a respeito das emissões troposféricas dos vulcões do México e da América central, das emissões de dióxido de enxofre das indústrias localizadas no Japão e na China, e das observações da mesosfera sobre o vulcão mexicano Colima.
Entre os experimentos da Carga de Tecnologia Aeronáutica e Aeroespacial 2 (OAST-2), havia materiais  desenvolvidos para utilização em futuras naves espaciais, os quais foram expostos ao ambiente orbital pela primeira vez, no experimento SAMPIE. Os resultados incluiam a operação de uma célula solar avançada e de interações de plasma com uma série de materiais enquanto o compartimento de carga do ônibus espacial era apontado para a Terra.
Outras realizações da OAST-2 incluiram 10 ciclos de congelamento e descongelamento utilizando uma nova tecnologia de resfriamento para futuras naves espaciais, medições do fenômeno da luminescência noturna na atmosfera superior utilizando o instrumento EISG, e estudos da interação do ônibus espacial com o oxigênio atômico utilizando o instrumento SKIRT.
Três membros da tripulação passaram por um período de descanso de 12 horas (Casper, Thuot, Ivins), sendo que todos os membros da tripulação passaram por outro dia de descanso antes da conclusão da missão, em 18 de Março. O Columbia operou normalmente neste dia, sendo encontrados poucos problemas pela tripulação ou pelo controle da missão. A nave espacial permaneceu em uma órbita com um ponto de maior altura com 163 milhas náuticas (302 km) e um ponto de menor altura com 161 milhas náuticas (298 km). A tripulação iniciou seu período de sono de oito horas às 2:53 p.m. e acordou às 10:53 p.m., dando inicio ao sexto dia da missão.

### Dia 6
No sexto dia de voo, em 9 de Março de 1994, os membros da STS-62 se dedicaram ao experimento secundário localizado no compartimento mediano do Columbia. O especialista da missão Sam Gemar continuou seu trabalho no Experimento de Dinâmica a Gravidade Zero no compartimento mediano (MODE). Os engenheiros irão utilizar os dados obtidos dos 77 protocolos de experimentos para aprimorar os projetos e os procedimentos para a construção de grandes estruturas espaciais tais como a
Estação Espacial Internacional.
O piloto Andy Allen dedicou parte de seu dia a uma entrevista com repórteres em Cleveland, Ohio, Pensilvânia e Tennessee. Antes de sua entrevista, Allen discutiu os testes médicos que os membros da tripulação estavam realizando durante e após o voo. Os astronautas coletaram amostras de sangue e urina para ajudar os pesquisadores a determinar as mudanças químicas para adaptação ao ambiente espacial pelas quais o corpo humano passa. Testes pré e pós-voo estudaram a marcha dos membros da tripulação, a estabilidade das posturas e as capacidades de exercícios.
Os outros membros da tripulação verificaram os experimentos de crescimento de cristais de proteínas, realizaram alguns experimentos de fotografia da aurora e verificaram as janelas do veículo em busca de impactos de escombros. Posteriormente, os membros da tripulação realizaram exercícios utilizarando o ergonômetro do ônibus espacial. O Controle de Operações da Missão Spacelab, no Marshall Space Flight Center, reportou que a Carga de Microgravidade do Estados Unidos 2 (USMP-2) completou outro dia de operações bem sucedidas a bordo do Columbia.
Na terça-feira, os cientistas do experimento ZENO concluiram que eles haviam de fato localizado o ponto crítico do xenônio. Durante as 24 horas seguintes, uma série de medições ópticas sutís foram realizadas na área envolvendo este fenômeno, no qual um fluido age como um líquido e como um gás simultâneamente.
Os experimentos envolvendo pontos críticos são relativamente difíceis de se realizar na Terra, pois no ponto crítico um fluido se torna altamente comprimível, ou elástico. A amostra em estudo não pode ser mantida no ponto critico devido ao fato de o próprio peso da substância comprimir parte da amostra para uma densidade maior do que a densidade crítica. Isto faz com que a amostra se colapse devido ao seu próprio peso. Durante o USMP-2, os pesquisadores observaram que a ausência de gravidade possui o efeito de tornar a zona crítica "mais ampla", permitindo uma visualização muito mais detalhada do fenômeno do ponto crítico e a realização de medições que não seriam possíveis na Terra.
No campo da ciência dos materiais, o Forno Automatizado de Solidificação Direcional Avançado (AADSF) continuou a crescer um cristal de mercúrio cádmio telúrio no ambiente de microgravidade do compartimento de carga. Os cientistas do AADSF dizem que a telemetria do experimento indica que o crescimento de cristais prossegue com sucesso. Utilizando o forno em três faixas de temperatura, cada uma controlada independentemente, e crescendo o cristal lentamente em uma direção, uma frente de solidificação, ou limite de cristalização mais planos são obtidos. Isto leva ao crescimento de um cristal que irá permitir um estudo pós-missão mais detalhado da influência da gravidade nos defeitos dos cristais e na distribuição dos componentes químicos.
Após uma série de dias realizando com sucesso o crescimento de detritos cristalinos sob microgravidade, os membros do IDGE reportaram que o instrumento utilizado pode ser utilizado para realizar as tarefas designadas para ele e mais. A equipe reportou que estava muito satisfeita com a performance do IDGE, assim como com o número e a qualidade dos dentritos cultivados durante a missão STS-62. A equipe do IDGE continuou a monitorar as imagens de vídeo obtidas em câmera-lenta do crescimento dos dentritos no interior do aparato de modo a maximizar a eficiência do instrumento e dos resultados obtidos.
O SAMS continuou a prover um monitoramento das vibrações abordo do ônibus espacial para as outras equipes do experimento USMP-2. Ele armazenou medições detalhadas para caracterizar o qual suave e estável é a plataforma que o Columbia provê para os experimentos. O SAMS já havia voado oito vezes anteriormente, e está planejado para todos os voos futuros do USMP, em um programa contínuo para aumentar a compreensão do ambiente de microgravidade.

### Dias 7-8
No sétimo dia de voo, em 10 de Março de 1994, o comandante do Columbia John Casper teve o prazer de informar ao piloto Allem que ele foi selecionado para uma promoção do cargo de major para Ttenente-coronel  do Corpo de Fuzileiros Navais dos Estados Unidos.
No oitavo dia de voo, o qual marcava o meio da missão, o comandante John Casper substituiu grande parte dos sistemas de controle de ambiente pelos equipamentos da reserva para uma checagem em órbita dos mesmos. Para este procedimento foi necessário que os membros da tripulação trocassem o separador de humidade, o pressurizador da cabine, os sistemas de controle de temperatura, os aquecedores e o sistema de remoção de dióxido de carbono.
O Columbia também realizou uma mudança em sua posição pela primeira vez desde o lançamento, passando a orbitar com a sua parte posterior apontando para a Terra e com o compartimento de carga apontando para a direção do percurso. Junto com esta manobra, Casper fechou e abriu recipientes de amostras do experimento Exposição de Longa Duração ao Ambiente Espacial de Materiais Candidatos (LDCE). O LDCE consiste de três recipientes idênticos contendo 264 amostras de varios materiais utilizados em veículos espaciais. Um dos recipientes foi exposto ao ambiente espacial durante a maior parte da missão. Outro recipiente foi exposto apenas quando o compartimento de carga apontava para a direção do percurso, e um terceiro compartimento foi exposto apenas quando o orbitador não estivesse nesta posição.
A especialista da missão Marsha Ivins foi entrevistada por estudantes da Bronx High School of Science. Os estudantes fizeram diversas perguntas a respeito dos experimentos sobre microgravidade realizados durante a missão voltados à sobrevivência e ao trabalho no espaço.
Além disso, o especialista da missão Sam Gemar e o piloto Allen completaram uma série de testes de 45 minutos na Unidade de Pressão Corporal Inferior Negativa cada um, e realizaram mais testes com o Experimento de Dinâmica a Gravidade Zero. Os astronautas também realizaram as verificações padrão nos cristais de proteína em crescimento e nos ratos armazenados no compartimento mediano do Columbia.
Os controladores de voo em Houston realizavam os últimos preparos em um plano para realizar o envio de mais vídeos digitais para a tripulação no nono dia de voo. Este plano iria necessitar de mudanças procedimentais em terra, mas a tripulação não precisaria fazer nada. A tripulação da STS-62 iniciou o seu turno de descanso às 1:53 p.m. CST, e foi acordada às 9:53 p.m. CST para dar inicio ao nono dia de operações orbitais.

### Dia 9
No nono dia de voo, em 12 de Março de 1994, foram realizadas as operações planejadas para o Experimento de Fotografia Auroral, para o experimento Crescimento de Cristais de Proteína Comercial e  para o experimento Exposição de Longa Duração ao Ambiente Espacial de Materiais Candidatos (LDCE). Durante o restante do dia, a tripulação destravou o braço robô do ônibus espacial e o utilizou para auxiliar na solução de problemas na recepção do Instrumento de Investigação Experimental da Luminescência em Naves Espaciais (EISG). A câmera no extremo do braço foi utilizada para observar o EISG em operação.

### Dias 10-11
No décimo dia de voo, em 13 de Março de 1994, o comandante John Casper, o piloto Andy Allen e os especialistas da missão Thuot,  Gemar e  Ivins tiveram um dia de trabalho relativamente leve, descansando durante a primeira metade do dia, e trabalhando nos experimentos do compartimento mediano durante a outra metade.
Durante uma conferência de um jornal realizada a bordo, a tripulação respondeu a perguntas sobre temas que variaram de cortes no orçamento e segurança aos experimentos e condições de vida na estação espacial planejada. As atividades no Centro de Controle da Missão se concentraram na preparação, revisão e envio das mensagens envolvendo as mudanças nas atividades planejadas para a tripulação durante o décimo primeiro dia da missão. A tripulação iniciou seu período de sono de oito horas pouco depois das 2 p.m., e iria se levantar às 9.53 p.m. CST.
No décimo primeiro dia de voo, em 14 de Março de 1994, foram realizadas, conforme havia sido planejado, duas queimas OMS, a queima OMS-3 de 37,9 pés/s à MET 9/17:44 para abaixar a altitude da órbita de 157 para 140 milhas náuticas (de 291 para 259 km), e a queima OMS-4 de 31,8 pés/s à MET 9/18:34 para abaixar novamente a altitude da órbita de 140 para 139 milhas náuticas (de 259 para 257 km)
Acordados em seu décimo dia no espaço pela canção "Starship Trooper", interpretada pela banda de rock Yes, a tripulação do Columbia comecou o dia reduzindo a altitude orbital em cerca de 20 milhas náuticas (37 km) e colocando os equipamentos científicos a serviço do segundo objetivo da missão.
Os experimentos e as observações no compartimento de carga se voltaram à interação do ônibus espacial com o oxigênio, nitrogênio e outros gases em órbita, uma interação que causa um efeito da luminescência ao redor das superfícies da nave espacial. A órbita com altitude reduzida aumentou a ocorrência deste efeito, sendo que os instrumentos da Carga de Tecnologia Aeronáutica e Aeroespacial 2 (OAST-2) possuiam neste momento um papel fundamental para a missão.
Anteriormente neste dia, Casper e Alje dispararam os motores do sistema de manobra orbital duas vezes, para realizar uma mudança de uma órbita de 161 por 157 milhas náuticas (298 por 291 km) para uma órbita circular de 140 milhas náuticas (259 km). Pouco após isto, as observações através da OAST-2 começaram, com a liberação de gás nitrogênio de um reservatório contido no compartimento de carga durante três minutos e com um estudo do efeito desta liberação sobre o brilho de uma placa especial, construída com materiais que poderiam vir a ser utilizados na construção de satélites. Posteriormente o Columbia, com sua parte posterior apontada para a Terra, realizou uma série de rotações de 360 graus com duração de 25 minutos para permitir as observações pelo Instrumento Infravermelho de Teste da Cinética de Naves Espaciais. Tais observações irão auxiliar na orientação da nave nos dias de voo guiado.
Os especialistas da missão Marsha Ivins e Sam Gemar passaram cada um por um período de avaliação de um sistema de acompanhamento para o braço mecânico do Columbia. Sendo parte do experimento  Dexterous End Effector (DEE), este sistema utiliza um espelho próximo à extremidade livre do braço, ativando um LED e observando  o reflexo da luz emitida pelo mesmo em uma câmera montada no compartimento de carga, sendo que um computador portátil auxilia o astronauta a realizar um alinhamento preciso do braço, com uma precisão que pode vir a ser necessária em trabalhos de construção delicados. Cada membro da tripulação também realizou uma série de exercícios, conforme a rotina diária deste voo de longa duração.
Os astronautas continuaram a trabalhar nestes experimentos durante o restante do dia, e iniciaram uma período de sono de oito horas às 1:53 e acordaram às 9:53 para iniciar o décimo primeiro dia da missão. Durante sua óbita de número 159, o Columbia estava em excelentes condições e os controladores de voo não observaram nenhum problema novo com os sistemas da nave.
Conforme as câmeras no compartimento de carga mostravam a Terra a uma distância de 259 km, a tripulação da STS-62 enviou uma mensagem de boa noite espacial, a canção "From a Distânce", de Bette Midler, para as pessoas que os assistiam em Houston.
Os observações no compartimento de carga neste momento se concentravam na interação das superfícies do ônibus espacial com o oxigênio, nitrogênio e outros gases conforme as mesmas se moviam através da atmosfera rarefeita a uma velocidade de 17 500 milhas por hora (28 200 km/h).
Os especialistas da missão Ivins, Gemar e  Thuot passaram cada um por um período de avaliação de um sistema de acompanhamento e monitoramento do braço robótico do Columbia. A demonstração do Dexterous End Effector (DEE) também acompanhou as forças geradas pelos movimentos do braço quando seu detector magnético de fim de curso estava ativo. As forças foram armazenadas por um Sensor de Força de Torque que também fazia parte do equipamento do DEE.
Os astronautas iriam acordar, de acordo com o planejamento, às 9:53 p.m. para iniciar o décimo segundo dia de atividades no espaço. O Columbia estava em excelentes condições e o controladores não encontraram novos problemas com os sistemas da nave.

### Dia 12
No décimo segundo dia de voo, em 15 de Março de 1994 Gemar e Allen passaram mais 1 hora e 45 minutos no LBNP, na operação do experimento Dexterous End Effector (DEE), e no experimento Investigação do Brilho das Naves Espaciais (EISG). A tripulação foi acordada pela canção "View From Above", composta e interpretada por Allison Brown, o qual havia se inspirado em Ivins para escrever a canção. A tripulação do Columbia passou a primeira metade deste dia avaliando novas tecnologias que poderiam vir a expandir o alcance do braço mecânico do ônibus espacial.
Os especialistas da missão  Ivins, Thuot e Gemar passaram cada um por um período operando o braço robótico para avaliar uma nova tecnologia, batizada de Dexterous End Effector (DEE). O DEE possui um mecanismo magnético de aperto, um sensor que determina a força que é aplicada pelo braço e mostra esta informação ao operador, e um sistema de acompanhamento que permite que o braço seja alinhado precisamente.
A tripulação realizou uma grande revisão desta tecnologia durante a manhã, avaliando-a utilizando um braço robótico com 50 pés (15 m) para inserir pinos em soquetes cuja abertura era reduzida gradualmente, variando de 3 mm s 0,76 mm. Posteriormente, uma viga chata com 300 mm foi inserida em uma entrada e depois movimentada para frente e para trás, de modo a correlacionar as leituras realizadas pelo sensor de força, uma tecnologia que também foi muito elogiada pela tripulação.
Enquanto as operações do DEE prosseguiam no compartimento de voo, Gemar e o piloto Andy Allen passaram cada um por uma sessão na Unidade de Pressão Corporal Inferior Negativa (LBNP). A LBNP é um experimento médico que simula os efeitos da gravidade utilizando uma pressão inferior ao redor da porção inferior do corpo, de modo a trazer os fluidos corporais para baixo. Os fluidos corporais se movem para cima quando sob ausência de peso, distanciando-se das extremidades inferiores, e a LBNP, junto com os dados médicos obtidos, serve para contrabalancear este efeito, e auxilia os astronautas a se readaptarem mais facilmente à gravidade quando retornam à Terra
A Carga de Tecnologia Aeronáutica e Aeroespacial 2 (OAST-2) assumiu um papel central nas investigações científicas que eram conduzidas no compartimento de carga. A tripulação trabalhava em conjunto com os pesquisadores do experimento Investigação do Brilho das Naves Espaciais, posicionando a câmera do braço sobre suas amostras, durante as movimentações do DEE. Uma câmera de baixa luminosidade no compartimento de carga que deveria gravar os efeitos das liberações de nitrogênio gasoso sobre o brilho da ônibus espacial havia falhado anteriormente na missão
O instrumento de Reflexão Ultravioleta do Ônibus Espacial também continuava a realizar leituras que eram utilizadas para calibrar satélites à deriva que monitoram continuamente os níveis de ozônio da atmosfera terrestre. A tripulação iniciou seu período de sono de oito horas às 1:53 p.m. CST, e foi acordada às 9:53.

### Dia 13
No décimo terceiro dia de voo, em 16 de Março de 1994, foi realizada uma nova mudança de órbita, a queima OMS-5 de 56,6 pés/s (17,3 m/s) às MET 11/18:08, a qual reduziu a altitude da órbita de 138 para 105 milhas náuticas (de 256 para 194 km). A tripulação também se dedicou ao experimento DEE, a um depósito de água impura e à operação do Aparato Comercial de Bioprocessamento Genérico (CGBA) e do experimento Crescimento de Cristais de Proteína Comercial (CPCG).
John Casper e Andy Allen iniciaram o décimo terceiro dia de operação com a viagem de retorno em mente, realizando uma verificação padrão dos sistemas que o Columbia iria utilizar para a reentrada] e aterrissagem.
Na primeira parte da verificação dos sistemas de controle de voo, a tripulação utilizou a Unidade Auxiliar de Potência 3, uma das três unidades de fornecem energia para os sistemas hidráulicos da nave durante o lançamento e a aterrissagem. A APU 3, que havia sido alvo de avaliações anteriormente na missão, devido à leituras de alta pressão em um duto de combustível, operou normalmente.
Dando continuidade à verificação, a tripulação acionou os motores do sistema de manobra orbital do Columbia por 38 segundos, reduzindo um dos lados da órbita do ônibus espacial em cerca de 35 milhas náuticas (65 km), chegando à altitude orbital mais baixa do programa de ônibus espaciais. Neste momento o Columbia possuia uma órbita elíptica com altitudes máxima e mínima de 140 e 105 milhas náuticas (259 e 194 km), respectivamente. Uma órbita mais baixa era necessária para a continuação das observações do efeito do brilho criado conforme o [ônibus espacial interagia com o oxigênio atômico e com os outros gases nesta região da atmosfera.
Durante as primeira observações do brilho do ônibus espacial na nova órbita, o especialista da missão Pierre Thuot reportou que o efeito do brilho era muito mais intenso nesta altitute mais baixa. A tripulação também ativou o experimento Exposição de Longa Duração ao Ambiente Espacial de Materiais Candidatos (LDCE), expondo os materiais que estavam sendo estudados ao ambiente de baixa órbita. A tripulação também iniciou outra série de avaliações do equipamento Dexterous End Effector utilizando o braço mecânico do Columbia, testando o sistema de acompanhamento magnético, o sistema de alinhamento e o sensor de força.

### Dias 14 e 15
No décimo quarto dia de voo, em 17 de Março de 1994, foram realizados um disparo do Sistema de Controle de Reação (RCS) como preparação para o voo de retorno, uma verificação dos sistemas de controle de voo, o esvaziamento das cabines, a desativação do SSBUV, e uma última série de exercícios na Unidade de Pressão Corporal Inferior Negativa, por Gemar. A tripulação foi acordada neste dia pela canção "Living in Paradise", de Brothers Cazimero.
Os cinco astronautas do Columbia realizaram as últimas verificações da nave, embalaram seus experimentos e comeração a guardar seus objetos durante a manhã.
O Columbia iria disparar seus motores orbitais às 6:18 a.m. Central da sexta-feira, para iniciar uma descida que iria culminar com uma aterrissagem na pista da Instalação para Aterrissagem de Ônibus Espaciais, no Centro Espacial Kennedy, às 8:09 a.m. EST. As condições climáticas na Flórida eram previstas como favoráveis para a aterrissagem.
O comandante  Casper e o piloto  Allen realizaram um disparo de teste dos 38 jatos de condução primários do Columbia esta manhã, observando que todos estavam em boas condições e prontos para a viagem de retorno. Posteriormente, eles praticaram a aterrissagem utilizando um computador portátil, através de uma simulação desenvolvida para este ônibus espacial
Enquanto isto, o especialista da missão Sam Gemar passou quatro horas na Unidade de Pressão Corporal Inferior Negativa (LBNP), um dispositivo médico que pode auxiliar os astronautas a se readaptarem mais facilmente à gravidade de Terra. A especialista da missão Marsha Ivins desligou o braço mecânico do Columbia e o trancou em seu reservatório para a realização da viagem de retorno, e Pierre Thuot concluiu as operações dos dois experimentos sobre crescimento de cristais de proteínas a bordo, preparando-os para a re-entrada e aterrissagem.
Uma série de observações finais do efeito de brilho nos ônibus espaciais, um fenômeno criado conforme o oxigênio atômico e outros gases atingem a superfície da nave, foi realizada. O Columbia realizou outra série de giros para a pesquisa, junto com outras liberações de gás nitrogênio de reservatórios no compartimento de carga.
As últimas horas deste dia foram voltadas ao armazenamento dos equipamentos e à preparação do Columbia para o fim da missão. O Columbia se encontrava em uma órbita com uma altitude máxima de 139 milhas náuticas (257 km) e uma altituda mínima de 105 milhas náuticas (194 km).
No décimo quinto dia de voo, em 18 de Março de 1994, foram realizadas as últimas preparações para a saída de órbita e uma queima de 209 pé/s (63,7 m/s) às MET 13/22:04, visando a re-entrada. A aterrissagem ocorreu na Runway 33 do KSC às 8:10 a.m. EST.